# Caraga (Davao Oriental)
Caraga is een gemeente in de Filipijnse provincie Davao Oriental op het eiland Mindanao. Bij de laatste census in 2007 had de gemeente ruim 34 duizend inwoners.

## Geografie

### Bestuurlijke indeling
Caraga is onderverdeeld in de volgende 17 barangays:
| - Alvar - Caningag - Don Leon Balante - Lamiawan - Manorigao - Mercedes - Palma Gil - Pichon - Poblacion | - San Antonio - San Jose - San Luis - San Miguel - San Pedro - Santa Fe - Santiago - Sobrecarey |

## Demografie
Caraga had bij de census van 2007 een inwoneraantal van 34.278 mensen. Dit zijn 797 mensen (2,4%) meer dan bij de vorige census van 2000. De gemiddelde jaarlijkse groei komt daarmee uit op 0,33%, hetgeen lager is dan het landelijk jaarlijks gemiddelde over deze periode (2,04%). Vergeleken met de census van 1995 is het aantal mensen met 2.661 (8,4%) toegenomen.

De bevolkingsdichtheid van Caraga was ten tijde van de laatste census, met 34.278 inwoners op 642,7 km², 53,3 mensen per km².